# والكر فارينيز
والكر فارينيز (مواليد 15 فبراير 1998) هو لاعب كرة قدم فنزويلي يلعب في مركز حارس المرمى في نادي لانس.

## روابط خارجية
- والكر فارينيز على موقع الاتحاد الدولي (مؤرشف)  (الإنجليزية)
- والكر فارينيز على موقع إي إس بي إن إف سي (الإنجليزية)
- والكر فارينيز على موقع قاعدة بيانات كرة القدم.إي يو (الإنجليزية)
- والكر فارينيز على موقع ليكيب (الفرنسية)
- والكر فارينيز على موقع ناشيونال فوتبول تيمز (الإنجليزية)
- والكر فارينيز على موقع Soccerbase.com (لاعب) (الإنجليزية)
- والكر فارينيز على موقع Soccerway.com (الإنجليزية)
- والكر فارينيز على موقع عالم كرة القدم.نت (الإنجليزية)
- والكر فارينيز على موقع AS.com (الإسبانية)